# Faverges-de-la-Tour
Faverges-de-la-Tour település Franciaországban, Isère megyében. Lakosainak száma 1482 fő (2022. január 1.). Faverges-de-la-Tour La Bâtie-Montgascon, La Chapelle-de-la-Tour, Corbelin és Dolomieu községekkel határos.

## Népesség
A település népességének változása:
| Lakosok száma | 675  | 818  | 1000 | 1265 | 1261 | 1330 | 1445 | 1464 | 1471 | 1482 |
|               | 1968 | 1982 | 1990 | 2006 | 2013 | 2015 | 2017 | 2019 | 2020 | 2022 |